# Жар-птиця (балет)
Жар-птиця — балет на одну дію 1910 року на музику Ігоря Стравінського, з хореографією Михайла Фокіна і декораціями Леона Бакста.

## Історія створення
Балет написаний за мотивами російських народних казок про чарівного птаха, який є одночасно і благословенням і прокляттям для людини, що заволоділа ним. Музика була вперше представлена як балет Російського балету Дягілєва в Парижі 25 червня 1910 оркестром під керуванням Габріеля П'єрне. Дягілєв спочатку залучив композитора Анатолія Лядова для написання музики. Лядов працював дуже повільно і Дягілєв, в кінцевому підсумку, передав замовлення 28-річному Стравінському. Балет приніс Стравінському славу і поклав початок співробітництву між ним і Дягілєвим, в результаті якого з'явилися балети «Петрушка» і «Весна священна».
1949 року Джордж Баланчин знову поставив Жар-птицю на сцені Нью-Йоркського міського балету.

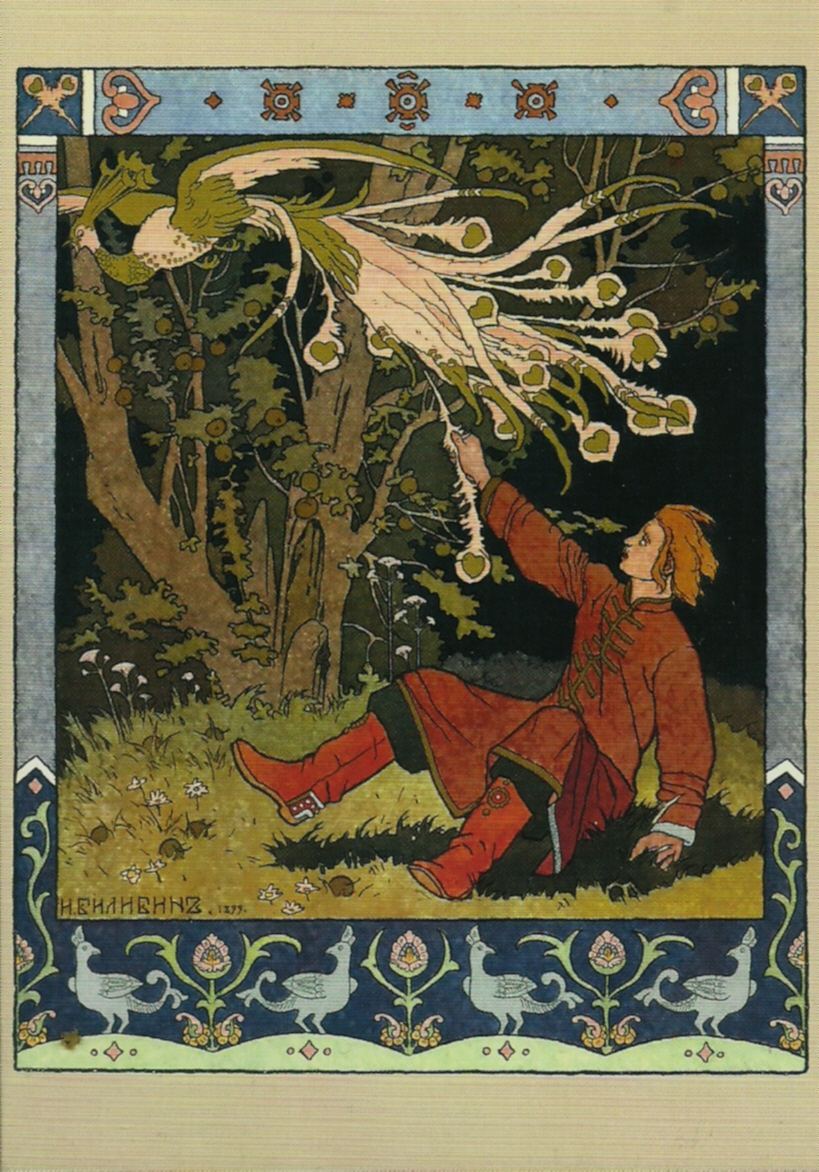
Жар-птица

## Зміст
Дійові особи:
Жар-Птиця;
Іван-царевич;
Царівна ненаглядна Краса;
Кощій Безсмертний;
Вершник ночі;
Вершник ранку;
Челядь Кащеєва царства;
Дівчата, юнаки, витязі.
На горі, серед скель, стоїть замок злого царя Кощія Безсмертного, навколо замку — сад, обнесений високою кам'яною стіною. Повільно з'являється Вершник ночі на чорному коні, в чорному одязі. Коли він віддаляється, темніє, тільки золоті яблука на дереві світяться. Одразу ж сад заливає яскраве світло від Жар-птиці. Вона літає по саду.
Іван-царевич у гонитві за птахом проникає в сад через високу кам'яну огорожу. Усюди натикається він на скам'янілих людей в образі чудовиськ. Це загиблі юнаки, що проникли в царство, щоб визволити своїх наречених, викрадених Кощієм. Мимоволі забуває про ці жахи Іван-царевич, засліплений Жар-птицею. Він хоче підстрілити її, а потім вирішує зловити живий.
Коли Жар-птиця підлітає до дерева з золотими яблуками і починає клювати їх, царевич ловить її. Тремтить і б'ється в руках його птах, молить відпустити. Врешті Іван випускає птицю на волю, а вона за це дарує йому вогняне перо. Іван ховає перо за пазуху і вже хоче перелізти через паркан, але відкриваються двері в замку і з'являються дванадцять прекрасних царівен, а за ними найкрасивіша — царівна ненаглядна Краса. Царевич полюбився він дівчатам, особливо ненаглядній Красі.
Швидко скаче Вершник ранку на білому коні. Дівчата тікають в замок. Царевич за ними. Ненаглядна Краса зупиняє його, попереджає, що він загине, якщо пройде через золоті ворота; закриває їх і тікає. Але царевич так полюбив ненаглядну Красу, що нічого не боїться і вирішує слідувати за нею.
Як тільки він розрубує ворота своєю шаблею, усе царство прокидається, лунають чарівні передзвони. Із замку котяться слуги Кощія і ув'язнюють царевича.
З'являється Кощій, він кличе Івана на допит. Царівна просить царя пробачити Івана, але Кощій вже починає його перетворювати на камінь. Тоді Іван вихопив перо, йому на допомогу прилітає Жар-птиця, і кидає Кощія і його слуг у танець. Іван-царевич розшукує ненаглядну Красу, бере її сплячу на руки і хоче забрати, але Жар-птиця зупиняє його. Вона підводить царевича до дупла. В дуплі — скринька, у скриньці — яйце, в яйці — смерть Кощія.
Івану вдається розбити яйце, в результаті чого Кощій розсипається, а на місці його замку постає храм. Кам'яні витязі оживають, кожен з них знаходить свою наречену, Іван оголошує царівну Красу своєю дружиною — царицею звільненого царства.